# 10월 15일
10월 15일은 그레고리력으로 288번째(윤년일 경우 289번째) 날에 해당한다.

## 사건
- 533년 - 동로마 제국의 벨리사리우스 장군이 반달족의 수도 카르타고로 진격하기 시작하다.
- 1552년 - 카잔 칸국이 이반 그로즈니의 군대를 패배시키다.
- 1582년 - 교황 그레고리오 13세가 발표한 칙령에 의거 율리우스력을 대신하여 그레고리력을 사용하기 시작하다.
- 1764년 - 영국 역사가 에드워드 기본이 로마의 유피테르 신전 폐허에서 노래하는 탁발수도승들을 보고 《로마 제국 쇠망사》의 영감을 얻다.
- 1815년 - 프랑스의 나폴레옹 1세가 세인트헬레나섬에서 수감 생활을 시작하다.
- 1863년 - 미국 남북전쟁: 최초의 잠수함 CSS 헌리가 시험 도중 침몰했고, 이 사건으로 개발자인 호레이스 H. 헌리가 죽었다.
- 1880년 - 멕시코 군인들이 위대한 아파치 족 군사 전략가 빅토리오를 죽이다.
- 1894년 - 프랑스 육군 장교 알프레드 드레퓌스가 스파이 혐의로 체포되다. 드레퓌스 사건의 시작.
- 1904년 - 러일전쟁: 러시아 제국 해군의 발트 함대가 러일 전쟁 참전을 위해 에스토니아 탈린을 떠나 청나라의 뤼순으로 출항하다.
- 1905년 - 친일단체 일진회, 한일보호조약 촉구 성명.
- 1917년 - 제1차 세계 대전: 네덜란드 출신 무용수로 독일 간첩 혐의를 받은 마타 하리가 파리에서 처형당하다.
- 1934년 - 중화소비에트공화국이 장개석의 국민혁명군에 포위당해 붕괴되고, 공산주의자들이 장정을 시작하다.
- 1940년 - 인도 민족지도자 마하트마 간디, 반영 불복종 운동 개시
- 1946년 - 나치 공군 총사령관 헤르만 괴링, 뉘른베르크 재판에서 전범으로 사형선고를 받고 수감중에 자살하다.
- 1949년 - 대한민국과 일본, 한일통상협정 조인.
- 1952년 - 백마고지 전투가 끝났다.
- 1953년 - 영국 핵실험이 사우스오스트레일리아주 에뮤 필드에서 실시되다.
- 1957년 - 우한장강대교 개통
- 1963년 - 대한민국, 제 5대 대통령 선거에서 박정희 후보가 윤보선 후보를 누르고 당선.
- 1966년 - 미국 린든 B. 존슨 대통령이 미국 교통부 설립을 승인하다.
- 1969년 - 베트남 전쟁: 수십만명의 사람들이 미국에서 반전 시위를 벌이다.
- 1970년 - 안와르 사다트가 이집트의 대통령으로 취임하다.
- 1971년 - 유신체제: 서울특별시에 위수령이 발동되고, 10개 대학에 무장군인이 진주하다.
- 1987년 - 1987년 대폭풍이 프랑스와 영국을 덥쳤다.
- 1988년 - 서울 북가좌동에서 인질극을 벌이던 지강헌 일당 검거.
- 1992년 - 러시아에서 안드레이 치카틸로의 연쇄 살인 52건에 대해 유죄가 확정되다.
- 1997년 - 쌍방울 화의 신청.
- 1998년 - 삼풍백화점 붕괴사고의 잔해가 철거되었다.
- 2001년 - 대한민국 김대중 대통령과 일본 고이즈미 준이치로 총리가 청와대에서 정상회담을 열다.
- 2007년 - 중국 공산당 17대 전국 회의가 베이징의 인민대회당에서 열리다.
- 2014년 - 히말라야에서 눈사태가 발생하여 39명이 사망하고 70여명이 실종되었다.
- 2022년 - 판교 SK C&C 데이터센터에서는 화재가 발생해 카카오톡 및 카카오에 기반한 모든 서비스가 마비되는 사태가 발생하였다.

## 문화
- 1878년 - 미국 에디슨 전기 회사(현재의 제네럴 일렉트릭)가 영업을 시작하다.
- 1909년 - 최초의 지방지 경남일보 창간.
- 1928년 - 독일 비행선 그라프 쩨펠린이 최초로 대서양 횡단 비행을 마치고 미국 뉴저지주 레이크허스트에 착륙하다.
- 1940년 - 아돌프 히틀러를 소재로 한 찰리 채플린 감독·주연의 영화 《위대한 독재자》가 개봉되다.
- 1942년 - 리스본 공항 개항.
- 1961년 - 대한방송 폐국.
- 1988년 - ‘88 서울 장애인 올림픽, 65개국 4천361명 참가한 가운데 개막하다.(∼24일)
- 1990년 - 미하일 고르바초프 전 소련 대통령이 냉전 종식을 위해 노력한 점이 인정되어 노벨 평화상 수상자로 결정되다.
- 1991년 - 우주상에서 관측된 입자중 가장 빠른 입자인 오마이갓 입자가 관측된다.
- 1993년 - 대한민국 청와대, 일제때의 일본 총독부 관저였던 청와대의 구 본관 철거 시작.
- 1997년 - 카시니-하위헌스 호가 토성을 향해 발사되다.
- 2001년 -
  - 성남시 서울 비행장에서 서울 에어쇼 2001 개막.
  - 미국항공우주국의 갈릴레오 호가 목성 위성인 이오와 180 km 지점을 통과하다.
- 2002년 - 혼성그룹 샵 공식해체.
- 2003년 -
  - 중화인민공화국이 중국 사상의 첫 유인 우주선인 선저우 5호를 발사하다.
  - 인천광역시경제자유구역청 개청.

## 탄생
- 기원전 70년 - 고대 로마의 시인 베르길리우스. (~기원전 19년)
- 1466년 - 조선의 무신 이지방. (~1537년)
- 1608년 - 이탈리아의 물리학자 에반젤리스타 토리첼리. (~1645년)
- 1661년 - 조선의 19대 국왕 숙종의 정비 인경왕후. (~1680년)
- 1758년 - 독일의 조각가 요한 하인리히 폰 다네커. (~1841년)
- 1818년 - 미국의 군인 어빈 맥도웰. (~1885년)
- 1829년 - 미국의 천문학자 아사프 홀. (~1907년)
- 1831년 - 영국의 여행가, 지리학자 이사벨라 버드. (~1904년)
- 1844년 - 독일의 철학자 프리드리히 니체. (~1900년)
- 1865년 - 조선의 왕족 이해창. (~1945년)
- 1869년 - 스페인의 정치인 프란시스코 라르고 카바예로. (~1946년)
- 1872년 - 오스트리아의 대통령 빌헬름 미클라스. (~1956년)
- 1878년 - 프랑스의 정치인 폴 레노. (~1966년)
- 1879년 - 미국의 배우 제인 다웰. (~1967년)
- 1881년 - 영국의 성공회 주교 윌리엄 템플. (~1944년)
- 1893년 - 루마니아의 군주 카롤 2세. (~1953년)
- 1898년 - 대한민국의 독립운동가 엄항섭. (~1962년)
- 1900년 - 미국의 영화감독 머빈 르로이. (~1987년)
- 1905년 - 영국의 물리학자이자 화학자, 소설가, 영문학자 찰스 퍼시 스노. (~1980년)
- 1908년 - 미국과 캐나다의 경제학자 존 케네스 갤브레이스. (~2006년)
- 1909년 - 미국의 야구인 멜 하더. (~2002년)
- 1910년 - 미국의 역사가 에드윈 라이샤워. (~1990년)
- 1911년 - 미국의 정치인 존 S. 매키어넌. (~1997년)
- 1913년 - 중화인민공화국의 정치인 시중쉰. (~2002년)
- 1914년 - 아프가니스탄의 군주 무함마드 자히르 샤. (~2007년)
- 1915년 - 이스라엘의 총리 이츠하크 샤미르. (~2012년)
- 1916년 - 지부티의 대통령 하산 굴레드 압티돈. (~2006년)
- 1920년 - 미국의 작가 마리오 푸조. (~1999년)
- 1926년
  - 프랑스의 철학자 미셸 푸코. (~1984년)
  - 대한민국의 군인 윤성민. (~2017년)
- 1928년 - 대한민국의 군인 김종묵. (~1953년)
- 1929년 - 대한민국의 정치인 권이담. (~2016년)
- 1930년 - 프랑스의 영화배우, 장교 필립 르루아. (~2024년)
- 1933년
  - 대한민국의 사학자 강인숙.
  - 대한민국의 물리학자 김호길. (~1994년)
- 1934년 - 대한민국의 정치인 한영수. (~2009년)
- 1935년 - 대한민국의 정치인 최형우.
- 1937년
  - 대한민국의 군인 허화평.
  - 미국의 배우 린다 래빈. (~2024년)
- 1940년 - 대한민국의 방송인, 정치인 변웅전.
- 1943년
  - 대한민국의 정치인 신영국.
  - 미국의 배우, 영화 감독, 영화 제작자 페니 마셜. (~2018년)
  - 미국의 경제학자 스탠리 피셔. (~2025년)
- 1944년
  - 대한민국의 정치인 박희현.
  - 알바니아의 대통령, 총리 살리 베리샤.
  - 영국의 정치인 데이비드 트림블. (~2022년)
- 1947년
  - 대한민국의 법조인, 정치인 김학원. (~2011년)
  - 대한민국의 배우 심우창.
- 1949년
  - 대한민국의 성우 김도현.
  - 대한민국의 공무원 권태신.
  - 미국의 배우 타니아 로버츠. (~2021년)
- 1952년 - 일본의 애니메이션 감독 유야마 쿠니히코.
- 1953년 - 미국의 가수 티토 잭슨. (~2024년)
- 1954년 - 대한민국의 기업인 김신배.
- 1956년 - 대한민국의 전 야구 선수 송재박.
- 1957년
  - 대한민국의 전 야구 선수 장태수.
  - 대한민국의 전 야구 선수 우경하.
  - 폴란드의 영화감독 파베우 파블리코프스키.
- 1958년
  - 대한민국의 배우 조형기.
  - 일본의 성우 카츠키 마사코.
- 1959년 - 영국의 요크 공작 부인 요크 공작부인 세라.
- 1960년 - 미국의 논픽션 작가 겸 금융 저널리스트 마이클 루이스.
- 1961년 - 대한민국의 정치인 김주영.
- 1965년
  - 대한민국의 정치인 서양호.
  - 대한민국의 정치인 김성환.
- 1966년
  - 멕시코의 전 축구 선수 호르헤 캄포스.
  - 대한민국의 정치인 최인호.
- 1967년 - 대한민국의 의원 김동성.
- 1968년
  - 대한민국의 정치인 이성권.
  - 대한민국의 배우 이성민.
  - 프랑스의 전 축구 선수, 현 축구 감독 디디에 데샹.
  - 미국의 배우 바네사 마실.
  - 이탈리아의 영화 감독, 영화 각본가 마테오 가로네.
- 1969년
  - 대한민국의 가수, 작곡가 윤종신.
  - 대한민국의 배우 박동빈.
  - 대한민국의 배우 박은영.
  - 포르투갈의 전 축구 선수 비토르 바이아.
- 1970년
  - 대한민국의 정치인 김종철.
  - 대한민국의 정치인 강성훈.
- 1971년
  - 크로아티아의 전 축구 선수, 현 축구 감독 니코 코바치.
  - 슬로베니아의 전 축구 선수 즐라트코 자호비치.
  - 잉글랜드의 전 축구 선수 앤디 콜.
- 1972년
  - 프랑스의 영화 감독, 배우 마티외 데미.
  - 미국의 배우 맷 키슬러.
- 1973년
  - 멕시코의 야구 선수 다비드 코르테스.
  - 대한민국의 배우 김시원.
- 1974년 - 일본의 가수 오카노 아키히토.
- 1975년
  - 일본의 만화가 히가시무라 아키코.
  - 우크라이나의 정치인 데니스 시미할.
  - 중국의 쇼트트랙 선수 리자쥔.
- 1976년 - 대한민국의 배우 도균.
- 1977년 - 프랑스의 축구 선수 다비드 트레제게.
- 1978년 - 대한민국의 축구 선수 유경렬.
- 1979년 - 라트비아의 축구 선수 마리스 베르파코우스키스.
- 1980년
  - 대한민국의 피겨 스케이트 선수 이규현.
  - 대한민국의 가수 문성훈.
  - 일본의 야구 선수 와타나베 나오토.
  - 헝가리의 유도 선수 운그바리 미클로시.
  - 이혜민.
- 1981년
  - 대한민국의 가수 뮤지.
  - 대한민국의 성악가 박혜상.
  - 러시아의 테니스 선수 옐레나 데멘티예바.
  - 미국의 가수, 작곡가 키샤 콜.
  - 슬로바키아의 스노보드 선수 라도슬라우 지데크.
  - 중국의 다이빙 선수 궈징징.
- 1982년
  - 미국 태생 대한민국의 수영 선수 성민.
  - 대한민국의 가수 태인.
  - 일본의 배우 마키 요코.
  - 대한민국의 트로트 가수 연지후.
- 1983년
  - 대한민국의 정치인 이병진.
  - 대한민국의 인터넷 방송인 디바제시카.
- 1984년
  - 우크라이나의 권투 선수 비야체슬라우 흘라즈코우.
  - 잉글랜드의 싱어송라이터 제시 웨어.
- 1985년
  - 잉글랜드의 축구 심판 시언 매시엘리스.
  - 조선민주주의인민공화국의 전직 축구 선수 김철호.
- 1986년
  - 대한민국의 가수 동해 (슈퍼주니어).
  - 대한민국의 배우 이우민.
  - 대한민국의 작곡가 겸 음악 프로듀서 MIQA.
  - 대한민국의 희극인 정윤호.
  - 스페인의 축구 선수 놀리토.
- 1987년
  - 대한민국의 가수 은영.
  - 에스토니아의 랠리 선수 오트 태나크.
- 1988년
  - 독일의 축구 선수 메수트 외질.
  - 브라질의 축구 선수 펠리페 마티오니.
- 1989년 - 대한민국의 학원강사 서예슬.
- 1990년
  - 대한민국의 가수 전지윤 (포미닛).
  - 대한민국의 배우 김소영.
  - 대한민국의 사격 선수 강지은.
  - 일본의 배우 미즈하라 키코.
- 1991년
  - 대한민국의 쇼트트랙 선수 손수민.
  - 대한민국의 야구 선수 장국헌.
  - 일본의 여성 아이돌 나카야 사야카.
  - 대한민국의 배우 이서엘.
- 1992년 - 대한민국의 전직 스타크래프트 프로게이머 정경두.
- 1993년
  - 대한민국의 가수 노태현 (JBJ, 핫샷).
  - 대한민국의 배우 백수민.
  - 대한민국의 배우 이소이.
- 1994년
  - 대한민국의 가수 정튠.
  - 일본의 성우 오오모리 니치카.
- 1995년
  - 대한민국의 골프 선수 백규정.
  - 대한민국의 야구 선수 장민호.
- 1996년
  - 대한민국의 전 래퍼 젤로.
  - 대한민국의 배구 선수 이재영, 이다영.
- 1997년
  - 대한민국의 가수 전웅 (AB6IX).
  - 대한민국의 축구 선수 송범근.
- 1998년
  - 대한민국의 배구 선수 김다인.
  - 일본의 펜싱 선수 나가노 유다이.
  - 중국의 가수 미기 (우주소녀).
- 1999년
  - 대한민국의 가수 양연제 (엘리스).
  - 웨일스의 축구 선수 벤 우드번.
  - 대한민국의 가수 혜성 (ELRIS).
- 2000년 - 대한민국의 래퍼 H2ADIN.
- 2001년
  - 대한민국의 가수 희승.
  - 대한민국의 모델, 배우 한성민.
- 2002년 - 대한민국의 온라인콘텐츠창작자 MK 작가.
- 2005년
  - 덴마크의 왕자 크리스티안 애 몽페자 백작.
  - 대한민국의 배우 전채은.

### 미상
- 대한민국의 가수 615.

## 사망
- 1389년 - 제202대 로마의 교황 교황 우르바노 6세. (1318년~)
- 1419년 - 조선의 제2대 국왕 정종. (1357년~)
- 1564년 - 벨기에의 의학자, 근대 해부학의 창시자 안드레아스 베살리우스. (1514년~)
- 1820년 - 오스트리아의 군인 카를 필리프 추 슈바르첸베르크 후작. (1771년~)
- 1878년 - 조선의 문신 민규호. (1836년~)
- 1900년 - 체코의 작곡가 즈데네크 피비히. (1850년~)
- 1917년 - 네덜란드의 무용가 마타 하리. (1876년~)
- 1934년 - 프랑스의 정치인 레몽 푸앵카레. (1860년~)
- 1945년 - 프랑스의 정치인 피에르 라발. (1883년~)
- 1946년 - 독일의 군인, 나치당원, 정치인 헤르만 괴링. (1893년~)
- 1975년 - 대한민국의 독립운동가, 정치인 이윤영. (1890년~)
- 1979년 - 미국의 군인 제이콥 L. 디버스. (1887년~)
- 1987년
  - 대한민국의 정치인 김병회. (1916년~)
  - 부르키나파소의 정치인 토마 상카라. (1949년~)
- 2001년 - 중국의 군벌, 정치인 장쉐량. (1898년~)
- 2005년 - 대한민국의 만화가 박봉성. (1949년~)
- 2007년 - 대한민국의 군인 신현준. (1915년~)
- 2017년 - 대한민국의 바둑 기사 심종식. (1940년~)
- 2018년 - 미국의 기업인 폴 앨런. (1953년~)
- 2019년 - 대한민국의 권투 선수 송순천. (1934년~)
- 2020년
  - 카자흐스탄의 레슬링 선수 다닐 할리모프. (1978년~)
  - 영국의 음악가, 작곡가 고든 해스켈. (1946년~)
- 2021년
  - 대한민국의 금융인, 정부공직자 이경식. (1933년~)
  - 태국의 가수, 배우 폰삭 송생. (1960년~)
- 2023년
  - 미국의 영화배우 수잔 소머스. (1946년~)
  - 미국의 영화배우 조안나 멀린. (1931년~)
- 2024년 - 미국의 컴퓨터과학자 E. 앨런 에머슨. (1954년~)

## 기념일
- 흰지팡이의 날(White Cane Safety Day; Blind Americans Equality Day): 미국
- 세계 손씻기의 날(Global Handwashing Day)
- 교사의 날: 브라질
- 아빌라의 데레사 축일
- 스포츠의 날: 대한민국

## 같이 보기
- 전날: 10월 14일 다음날: 10월 16일 - 전달: 9월 15일 다음달: 11월 15일
- 음력: 10월 15일
- 모두 보기